# Ivan Budinčević
Ivan Budinčević (Subotica, 27. siječnja 1955.), bivši je bački hrvatski nogometaš te bivši nogometni trener. Branio je u nekoliko klubova, a najviše se pamti njegovo razdoblje u splitskom Hajduku.

## Igračka karijera

### Klupska karijera
Vratarsku karijeru je počeo u Bačkoj iz Subotice. Nastavio je u Spartaku iz Subotice, a potom je našao veliki angažman. Otišao je u splitski Hajduk, s kojim je osvojio naslov prvaka Jugoslavije u nogometu u sezoni 1978./79.
Poslije je branio u Sloveniji, u ljubljanskoj Olimpiji, a zatim se vratio u Hrvatsku, gdje je 5 godina branio u vinkovačkom Dinamu, sve do 1988. godine kada je zbog teške ozljede nastale preoštrim startom igrača bugojanske Iskre skoro ostao zauvijek paraliziranim, a i sam život mu je bio u opasnosti. Naime, protivnički igrač je naletio na njega i koljenom ga udario u glavu, od čega je Budinčeviću pukao vratni kralježak. Zbog tih očitih razloga, a radi izbjegavanja ugrožavanja svoga zdravlja, Budinčević je u svojoj 33. godini prekinuo igračku karijeru.
No, zbog egzistencijskih problema i potrebe kako bi netko zaradio novac za obitelj, Ivan Budinčević se samo tri godine poslije reaktivirao i već 1991. godine nastavio je braniti, uglavnom u nižerazrednim vojvođanskim klubovima. Branio je do 2000. godine, kada se, u 45. godini, konačno ostavio igračkog nogometa.

### Reprezentativna karijera
Za jugoslavensku nogometnu reprezentaciju nastupao je na VII. Mediteranskim igrama u Alžiru 1975. godine.

## Trenerska karijera
Bio je tehniko nogometne reprezentacije hrvatske manjine iz Vojvodine, na 2. EP hrvatskih nacionalnih manjina 2009. godine. Također bio je tehniko i vođa puta na Drugom Europskom prvenstvu manjina u Njemačkoj 2012. godine kada je nogometne reprezentacije hrvatske manjine osvojila treće mjesto.
Danas živi u Bajmaku, a trenira vratare Bačke 1901. Trenirao je vratare i u ONK Tavankutu.

## Priznanja
Hajduk Split
- Prvenstvo Jugoslavije u nogometu (1): 1978./79.

## Statistika u Hajduku[6]
| Natjecanje        | Nastupi | Zgodici |
| ----------------- | ------- | ------- |
| Prvenstvo         | 44      | 0       |
| Kup               | 1       | 0       |
| Superkup          | 0       | 0       |
| Međunarodne       | 5       | 0       |
| Splitski podsavez | 0       | 0       |
| Ukupno            | 50      | 0       |
| Prijateljske      | 52      | 0       |
| Sveukupno         | 102     | 0       |

## Vanjske poveznice
- Slobodna Dalmacija Milorad Bibić Mosor, Svitu, ajmo pomoć Budi!, 31. siječnja 2011.
- (engl.) Ivan Budincevic, footballdatabase.eu